# Condado de Yankton
El Condado de Yankton es un condado situado en el estado de Dakota del Sur fundado en 1862. En el censo de 2000, la población era de 21 652. Su sede del condado es Yankton.

## Geografía
Según la oficina del Censo de los Estados Unidos, el condado tiene un área total de 1379 km², de los cuales 1351 km² es tierra y 29 km² (el 2.08 %) es agua. Está rodeado por el río Misuri.

### Mayores autopistas
| - U.S. Highway 81 - South Dakota Highway 47 - South Dakota Highway 50 - South Dakota Highway 53 | - South Dakota Highway 153 - South Dakota Highway 314 |

### Condados adyacentes
- Condado de Turner, Dakota del Sur - noreste
- Condado de Clay, Dakota del Sur - este
- Condado de Cedar, Nebraska - sureste
- Condado de Knox, Nebraska - suroeste
- Condado de Bon Homme, Dakota del Sur - oeste
- Condado de Hutchinson, Dakota del Sur - noroeste

### Área protegidanacional
- Río Misuri

## Localidades

### Ciudades y pueblos
- Gayville
- Irene
- Lesterville
- Mission Hill
- Útica
- Valleyview
- Volin
- Yankton

### Municipios
- Municipio de Gayville
- Municipio de Jamesville
- Municipio de Marindahl
- Municipio de Mayfield
- Municipio de Mission Hill
- Municipio de Turkey Valley
- Municipio de Utica
- Municipio de Volin
- Municipio de Walshtown

### Territorios no organizados
- Southeast Yankton
- West Yankton